# 유리 로언솔
유리 로언솔(영어: Yuri Lowenthal)은 미국의 성우이다. 애니메이션과 비디오 게임에서 자주 출연한다. 대표적인 배역으로 애니메이션 《나루토》의 우치하 사스케 역, 《벤 10》의 벤 테니슨 역, 《천원돌파 그렌라간》의 시몬 역 등이 있다. 그는 테네시주 내슈빌 출신이지만 버지니아주와 서아프리카, 일본을 아우르는 다양한 지역에서 성장했으며, 고등학생 무렵 연기에 재능을 발견해서 무대 활동을 시작했다.

## 작품 목록
- 다이노 타임